# 本願寺尾崎別院
本願寺尾崎別院（ほんがんじおざきべついん）は、大阪府阪南市尾崎町にある浄土真宗本願寺派の直属寺院。 住職は浄土真宗本願寺派門主が兼ねるが、別院輪番が置かれて実務を主管している。

## 概要
阪南市の中心部、尾崎町にある。南海電鉄尾崎駅から北口を出て5分。古き良き住宅地の中に伽藍を構えている。
元は善徳寺 という寺であったが、焼失していた。慶長3(1598)年、領主・桑山正勝の家臣・石田次郎左衛門が改築し、本願寺に寄進して尾崎御坊となる。
1705年には宮大工の錢高林右衛門により現本堂が完成。これを以て錢高組の創業とされる。

## 境内
- 本堂 - 1705年建立
- 太鼓楼
- 鐘楼
- 山門
- 旧お茶所 - 現在は寺務所として使用。